# Kiruna Stamell
Kiruna Stamell (Sídney, 13 de marzo de 1981) es una actriz australiana de padres griegos. Está afectada por una enfermedad congénita que le ha provocado una estatura muy baja.

## Biografía
Desde los tres de edad años practica ballet y danza. En el año 2000 participó en la ceremonia de apertura de los Juegos Olímpicos de Sídney con el espectáculo de los Tap Dogs. Estudió danza e interpretación en la Universidad de Nueva Gales del Sur.

## Filmografía
- Moulin Rouge! La Petite Princess (dir. Baz Luhrmann)
- Cast Offs. Carrie (dir. Miranda Bowen)
- EastEnders – Sandra Fielding (dir. Richard Platt)
- All The Small Things. Phoebe (dir. Cilla Ware)
- Life's Too Short. Amy
- La mejor oferta. Nana